# دارون کرویکشنک
دارون کرویکشنک (انگلیسی: Daron Cruickshank؛ زادهٔ ۱۱ ژوئن ۱۹۸۵) ورزشکار هنرهای رزمی ترکیبی و تکواندوکار اهل ایالات متحده آمریکا است. وی از سال ۲۰۰۸ میلادی تاکنون مشغول فعالیت بوده‌است.